# (292459) Antoniolasciac
(292459) Antoniolasciac est un astéroïde de la ceinture principale.

## Description
(292459) Antoniolasciac est un astéroïde de la ceinture principale. Il fut découvert le 29 septembre 2006 à Farra d'Isonzo par l'observatoire astronomique de Farra d'Isonzo. Il présente une orbite caractérisée par un demi-grand axe de 3,07 UA, une excentricité de 0,10 et une inclinaison de 8,2° par rapport à l'écliptique.
Il est nommé d'après l'architecte italien d'origine slovène Antonio Lasciac.